# Toczeń rumieniowaty układowy
Toczeń rumieniowaty układowy (łac. lupus erythematosus systemicus), toczeń układowy, toczeń trzewny, liszaj rumieniowaty, SLE (od ang. systemic lupus erythematosus)  – choroba autoimmunologiczna, należąca do grupy toczni rumieniowatych, rozwijająca się na tle złożonych i niejasnych zaburzeń układu odpornościowego, doprowadzająca do procesu zapalnego wielu tkanek i narządów.
Zapadalność (zachorowalność) szacuje się na 40–50 przypadków na 100 000; kobiety chorują 10-krotnie częściej. Szczyt zachorowań występuje w wieku 16–55 lat.
Choroba charakteryzuje się bardzo zróżnicowanym nasileniem i przebiegiem naturalnym. Przez dłuższy czas mogą dominować objawy z jednego narządu (co może być niewystarczające do pewnego rozpoznania SLE), mogą pojawiać się częściowe remisje i zaostrzenia. W miarę trwania choroby mogą pojawiać się objawy z kolejnych narządów, jednak objawy uprzednio występujące nie ulegają wycofaniu.

## Podgrupy kliniczne
- Toczeń rumieniowaty układowy polekowy
- Toczeń rumieniowaty noworodków (NLE)
- Toczeń z zespołem Sjögrena
- Toczeń z zespołem antyfosfolipidowym

## Rozpoznanie – kryteria

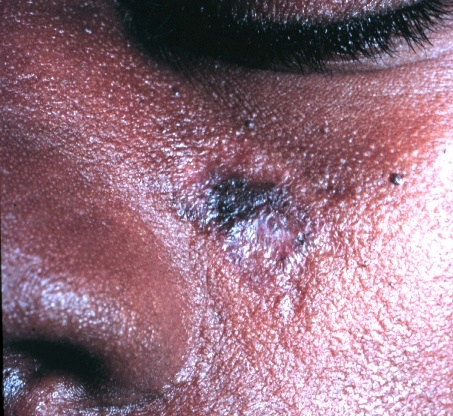
Zmiana skórna w toczniu rumieniowatym krążkowym

Kryteria klasyfikacyjne Amerykańskiego Towarzystwa Reumatologicznego:
- rumień na twarzy – zmiany skórne typu rumienia (często w kształcie motyla), nigdy nie przekraczają bruzd nosowo-wargowych.
- rumień krążkowy – zmiany skórne rumieniowo-bliznowaciejące - rumień krążkowy typu DLE
- nadwrażliwość na światło słoneczne
- owrzodzenia w jamie ustnej – zwykle niebolesne
- zapalenie stawów bez nadżerek – dotyczące co najmniej dwóch stawów, bez zmian w obrazie RTG
- zapalenie błon surowiczych – opłucnej (pleuritis) lub osierdzia (pericarditis), stwierdzone w wywiadzie lub w chwili badania.
- zmiany w nerkach – utrzymująca się proteinuria (białkomocz) powyżej 0,5 g/dobę lub obecność wałeczków nerkowych w moczu.
- zmiany w układzie nerwowym – różnorodne zmiany, najczęściej napady drgawek lub zaburzenia psychiczne (po wykluczeniu m.in. przyczyn polekowych, metabolicznych, związanych z niewydolnością nerek)
- zaburzenia hematologiczne – niedokrwistość hemolityczna z retikulocytozą lub limfopenia (poniżej 1500 w 1 mm³) lub leukopenia (poniżej 4000 w 1 mm³) lub trombocytopenia (poniżej 100 000 w 1 mm³)
- zaburzenia immunologiczne – obecność przeciwciał przeciw dsDNA (natywne DNA), lub przeciwciał anty-Sm, lub przeciwciał antyfosfolipidowych w klasie IgG lub IgM lub antykoagulantu toczniowego lub fałszywie dodatnich serologicznych odczynów kiłowych (VDRL) >6 miesięcy, przy ujemnym teście immobilizacji krętków.
- przeciwciała przeciwjądrowe (ANA) – w mianie nie niższym niż 1:80 (zwykle ANA > 1:160), badane metodą immunofluorescencji lub inną odpowiednią, przy nie stosowaniu leków mogących powodować ich wytwarzanie.

Za pewnym rozpoznaniem tocznia przemawia spełnienie co najmniej czterech spośród 11 kryteriów, przy czym kryteria mogą być spełnione w chwili badania lub w   wywiadzie. Spełnienie dwóch lub trzech kryteriów pozwala na rozpoznanie choroby toczniopodobnej. U ok. 5% chorych nie wykrywa się obecności przeciwciał przeciwjądrowych. Rozpoznaje się wtedy toczeń seronegatywny. Nie można rozpoznać SLE, jeżeli chory nie spełnia żadnego z kryteriów immunologicznych choroby, tzn. zawartych w wyżej wymienionych kryteriach: zaburzenia immunologiczne i przeciwciała przeciwjądrowe (ANA).
Kryteria pomocnicze poza kryteriami ACR (wcześniej ARA):
- objaw Raynauda
- przerzedzenie włosów (allopecia)
- obniżenie stężenia dopełniacza
- hipergammaglobulinemia
- limfadenopatia i (lub) splenomegalia[3]
- podwyższona temperatura ciała
- obecność kompleksów immunologicznych w skórze pozornie nie zmienionej
- charakterystyczne zmiany histologiczne z odkładaniem się kompleksów immunologicznych w nerkach (biopsja)

## Postępowanie diagnostyczne
Aby potwierdzić zmiany narządów w SLE, należy wykonać:
1. Skóra, błony śluzowe, narząd wzroku: LBT, badanie okulistyczne, badanie laryngologiczne
2. Układ ruchu: RTG stawów
3. Układ oddechowy: RTG klatki piersiowej, dodatkowo: HRCT klatki piersiowej, scyntygrafię płuc, testy czynnościowe płuc, badanie płynu opłucnowego (ogólne lub bakteriologiczne)
4. Układ sercowo-naczyniowy: EKG, echokardiogram, dodatkowo: przepływy naczyniowe.
5. Układ wydalniczy: ogólne badanie moczu i posiew moczu, proteinuria dobowa, kreatynina z klirensem i mocznik, USG jamy brzusznej, dodatkowo: biopsja nerki.
6. Układ nerwowy: badanie neurologiczne, badanie psychiatryczne, badanie psychologiczne, EEG, tomografia komputerowa głowy, MRI głowy/kręgosłupa, EMG

## Leczenie
Stosuje się leczenie objawowe, najczęściej farmakologiczne, oparte na lekach immunosupresyjnych i przeciwmalarycznych. Zwiększenie spożycia omega-3 wielonienasyconych kwasów tłuszczowych może mieć korzystny wpływ na objawy choroby.

## Toczeń polekowy
Znanych jest 38 leków, które wywołują objawy toczniopodobne. Największą liczbę przypadków dają: hydralazyna, prokainamid, izoniazyd, metyldopa. Do leków o umiarkowanie niskim ryzyku wystąpienia objawów toczniopodobnych należą: chinidyna, penicylamina, infliksymab, karbamazepina.
Kryteria do postawienia diagnozy tocznia polekowego (DIL) nie zostały dokładnie opracowane. Objawami DIL są gorączka, podniesione ciśnienie tętnicze, zmiany skórne oraz zapalenie stawów. Zwykle cofają się one po odstawieniu leków.

## Klasyfikacja ICD10
| kod ICD10     | nazwa choroby                                                |
| ------------- | ------------------------------------------------------------ |
| ICD-10: M32   | Toczeń rumieniowaty układowy                                 |
| ICD-10: M32.0 | Toczeń rumieniowaty układowy polekowy                        |
| ICD-10: M32.1 | Toczeń rumieniowaty układowy z zajęciem narządów lub układów |
| ICD-10: M32.8 | Inne postacie tocznia rumieniowatego układowego              |
| ICD-10: M32.9 | Toczeń rumieniowaty układowy, nieokreślony                   |
| ICD-10: L93   | Toczeń rumieniowaty                                          |
| ICD-10: L93.0 | Toczeń rumieniowaty krążkowy                                 |
| ICD-10: L93.1 | Podostry toczeń rumieniowaty skórny                          |
| ICD-10: L93.2 | Inne miejscowe postacie tocznia rumieniowatego               |